# Baudrecourt, Moselle
Baudrecourt là một xã trong vùng Grand Est, thuộc tỉnh Moselle, quận Château-Salins, tổng Delme. Tọa độ địa lý của xã là 48° 57' vĩ độ bắc, 06° 27' kinh độ đông. Baudrecourt nằm trên độ cao trung bình là m mét trên mực nước biển, có điểm thấp nhất là 224 mét và điểm cao nhất là 271 mét. Xã có diện tích 5,07 km², dân số vào thời điểm 1999 là 172 người; mật độ dân số là 33,7 người/km². Xã thuộc Pháp từ năm 1661.

## Thông tin nhân khẩu
| 1962 | 1968 | 1975 | 1982 | 1990 | 1999 |
| ---- | ---- | ---- | ---- | ---- | ---- |
| 114  | 151  | 143  | 157  | 164  | 172  |